# 切普拉諾協議 (1230年)
切普拉諾協議是天主教皇額我略九世和神聖羅馬帝國皇帝腓特烈二世於1230年8月在意大利弗羅西諾內省的切普拉諾鎮簽署的調解協議。根據協議，腓特烈二世同意不侵犯任何教皇的領土。為了回報腓特烈二世在西西里島的讓步，教皇免除了將他逐出教會的判決。整體而言，該協定有助神聖羅馬帝國與羅馬天主教會的修好。

## 外部連結
- Timeline of the Catholic Church - 13th Century（英文）
- Encyclopædia Britannica - Frederick II（英文）